# Eladio García Jove
Eladio García-Jove Alonso (Pola de Laviana, 17 de diciembre de 1859-El Entrego, 21 de febrero de 1925). Fue un médico, periodista y escritor español que desarrolló su actividad en Asturias. 

## Biografía
Fueron sus padres Gaspar García-Jove Hevia y Leonor Alonso Álvarez. Recibió instrucción primaria en Pola de Laviana, cursó enseñanza secundaria en el Seminario de Valdediós y Medicina en la Universidad de Valladolid, donde conoció a Juan Menéndez Pidal y a través de él a su hermano, el filólogo e historiador Ramón Menéndez Pidal, con los que mantuvo una gran amistad toda su vida, colaborando con este último en sus estudios del romancero. 
Titulado en 1880, regresó a Asturias, se estableció en su villa natal, donde fue médico municipal, de beneficencia y forense, y donde también se casó con Maximina Zapico Martínez con la que tuvo seis hijos: Eladia, Modesta, Emilio, Máximo, Jerónima y Gaspar. Adquirió un gran prestigio social, al simultanear su profesión con el cultivo de las letras. Redactó el libro de divulgación médica titulado Errores populares (1891), dedicado a su madre y a su esposa y prologado por Juan Menénendez Pidal; fundó el semanario El Porvenir de Laviana (1892), que él mismo sostuvo y dirigió durante dos años, y la revista Laviana (1897). Colaboró en la magna obra  Asturias dirigida por Fermín Canella y Octavio Bellmunt (1894), con los capítulos de Laviana, Bimenes, Caso, Langreo, Mieres y Sobrescobio y en las columnas del Diario El Carbayón de Oviedo. 
A finalizar el siglo, se trasladó al concejo colindante de San Martín del Rey Aurelio, al ocupar la plaza de médico municipal (1897) y de las empresas hulleras. Residió en una casa en El Entrego al lado de la carretera, con un gran jardín en su parte posterior y una cuadra para un caballo, necesario para realizar la visita de enfermos por los empinados terrenos rurales de los alrededores. 
En los veranos se desplazaba a Gijón, solo, sin su familia, para estar junto a su hija Eladia, casada con César Fernández-Nespral y que vivía en un chalet junto a la Plaza de Toros. 
Por su fructífera y abnegada labor, alcanzó la Cruz de Beneficencia en 1923, solicitada y costeada por suscripción popular e impuesta en febrero del año siguiente en un acto multitudinario en el Cine Ideal de Sotrondio.
Tras su fallecimiento la Corporación Municipal del Ayuntamiento de San Martín del Rey Aurelio, acordó rendir tributo a su memoria colocando en las Consistoriales un busto y una lápida en la que se hiciese constar la gratitud del Concejo al señor García-Jove y dedicarle una calle de la localidad, lo mismo que hizo el Ayuntamiento de Laviana.